# ديزني إنفنتي
ديزني إنفنتي (بالإنجليزية: Disney Infinity)‏ هي لعبة فيديو من نوع أكشن-مغامرة، صدرت في أغسطس 18, 2013، وهي متوفرة على أجهزة نينتندو 3دي إس وبلاي ستيشن 3 ووي ووي يو وإكس بوكس 360. اللعبة من تطوير أفالنش سوفتوير ومن نشر ديزني إنترأكتيف ستوديوز. اللعبة تحتوي على اللغة العربية.

## روابط خارجية
- ديزني إنفنتي على موقع IMDb (الإنجليزية)